# Ronda Stryker
Ronda E. Stryker (?, 1954 –) amerikai milliárdos. Homer Stryker, a Stryker Corporation orvostechnikai eszközöket gyártó cég alapítójának egyik örököse, unokája, a családi vállalat igazgatótanácsának tagja.

## Kezdeti évek
Ronda Stryker 1954-ben született, Lee Stryker és annak első felesége, Betty Stryker lányaként. Édesapja és annak második felesége, Mary Jane meghalt, amikor 1976-ban Wyomingban lezuhant a gépük. Két testvére van, Patricia és Jon. Alapdiplomáját az Észak-Coloradói Egyetemen, míg a mesterdiplomáját a Nyugat-Michigani Egyetemen szerezte meg.

## Életút
1980 óta, a Stryker unokák közül egyetlenként, igazgatósági tagként aktívan részt vesz  a NASDAQ-on is jegyzett, 33 ezer alkalmazottat foglalkoztató Stryker Corporation igazgatótanácsának munkájában. Strykeréknek nincs közvetlen befektetése a magyar milliárdos Jellinek Dániel Indotek Csoportján kívül, melynek egyharmad részben tulajdonosai.

## Vagyon
4,3 milliárd dolláros vagyonával a Forbes magazin leggazdagabb amerikaiakat számbavevő 2019-es listáján a 108. helyezett, míg a világ milliárdosainak listáján a 298. helyet foglalja el.

## Magánélet
Házas, férje William Johnston, a Greenleaf Trust befektetésialap-kezelő társaság elnöke, mely a Stryker Corporation részvényeinek a birtokosa. Három gyermekük van, a michigani Portage-ban élnek.
Jól ismertek filantróp tevékenységükről: 2011-ben férjével 100 millió dollárt adományoztak a Nyugat-Michigani Egyetemen  alapított és a nagyapjáról elnevezett Homer Stryker Medical Schoolnak; 2016-ban 20 millió dollárnyi értékben vállaltak kötelezettséget a Harvard Medical School támogatására. Stryker és férje 2018 decemberében 30 millió dollárt adományoztak a Spelman Főiskola számára, amely mindmáig a legnagyobb támogatás volt az intézmény történetében.

## Fordítás
- Ez a szócikk részben vagy egészben  a   Ronda Stryker című angol Wikipédia-szócikk ezen változatának fordításán alapul.  Az eredeti cikk szerkesztőit annak laptörténete sorolja fel. Ez a jelzés csupán a megfogalmazás eredetét és a szerzői jogokat jelzi, nem szolgál a cikkben szereplő információk forrásmegjelöléseként.